# La Bâthie
La Bâthie é uma comuna francesa na região administrativa de Auvérnia-Ródano-Alpes, no departamento da Saboia. Estende-se por uma área de 22.45 km². Em 2010 a comuna tinha 2 214 habitantes (densidade: 98,6 hab./km²).